# 海外華人語言
海外華人使用的語言除華語官话及各種漢語外，也會使用居住國的當地語言。西方國家早期的華人社群通常使用粵語（最早台山話後來廣州話占優），隨著使用官話的華人新移民越來越多，官话在華人社區越來越普遍，但仍然不是優勢語言；在東南亞，南方漢語（主要為閩、粵、客）則最常被使用。

## 東亞
在東亞海外華人社區中，官話（華語）為常見的通用語言，各祖籍籍貫的華人也會使用不同漢語（閩語（泉漳話、潮州話、福州話）、吳語、客家話、粵語、官話方言），且每個國家的華人使用的漢語甚至存在有腔調的差異。

### 日本
主要以日語和各種漢語為主，常見的漢語有閩南語、閩東語、吳語和粵語，一般來說能使用官话。

#### 琉球
在琉球国時，曾通行福州官話，另外，也有可能也曾使用过闽语（闽东语和闽南语）和吴语。而近现代日美殖民时期，则以日语为主，部分来自日属台湾的移民及移民后裔（主要在八重山等琉球南部的岛屿）可能也使用台湾闽南话。

### 朝鮮半島
在南韓，主要以韓語和官話（普通話）為主，在正式場合中人們主要以官話（普通話）溝通，由於韓國華人多原籍山東，所以有時也說山東話，因為有華文學校的存在，在首爾，大部分華人都曾在華僑子弟學校接受漢語教育，一般來說能使用漢語。

### 蒙古
主要以普通話為主，在正式場合中人們主要以普通話溝通，由於蒙古國華人多原籍河北、山西及內蒙等地，所以有時也說晉語、冀魯官話、東北官話等原居省區的漢語方言，因為有華文學校的存在，在烏蘭巴托，大部分華人都曾在華僑子弟學校（或稱旅蒙華僑友誼學校）接受漢語教育，一般來說能使用漢語。

## 東南亞

### 緬甸
雖然緬甸華人統計的人口只佔緬甸人口的百分之三，但實際人數其實相當高。緬甸華人支配了緬甸經濟。許多緬甸華人受過高等教育，大多數緬甸華人以緬語為母語；受過高教育的華人也會使用官話和/或英語。南方漢語的使用在緬甸華人社群依然存在，福建話（閩台片閩南語）主要為仰光和下緬甸華人使用，使用粵語台山話和漢語西南官話的華人主要在上緬甸。

### 越南
越南華人人數近一百萬人，在越南社會和經濟中具有影響力。他們主要集中在前南越的主要城市（特別是胡志明市），主要使用粵語，少數使用潮州話。
在越南北部山區分佈的山瑤族，為瑤族的一支；使用瑤語，語言受粵語影響；而從廣東和廣西遷入越南的艾族則使用畲話的一支𠊎話。

### 泰國
雖然泰國華人為東南亞最大的華人社群，但大量華人與泰族同化，許多泰國華人使用泰語是作為母語。大多數泰國華人居住在曼谷、清邁、普吉、春蓬、叻丕府、春武里、合艾、北欖坡等主要城市，這些城市的唐人街都有中泰雙語的標誌；至1920年代，超過2％（20萬）的泰國華人使用不同漢語。一半以上使用閩南語潮州話，為最多的使用的漢語，其次是客家話、閩台片閩南話、海南話、粵語、西南官话和吳語上海話等。在商業領域中，潮州話、粵語和泰語被用作通用語言。

### 寮國
寮國華人社區中，潮州話和廣東話為最常使用的兩種漢語。居住在和中國邊境交接的華人使用漢語西南官話。

### 柬埔寨
2013年的人口普查中，柬埔寨估計有15,000名華人。 然而，柬埔寨事實上有高達7％的人口可能擁有華人血統。柬埔寨華人對於柬埔寨的經濟和政治重要影響，四分之三以上的柬埔寨華人為潮汕人，另外兩個華人社群為閩南和海南。廣府人在1970年代中期成為柬埔寨最大華人社群，他們集中在柬埔寨主要的城市，特別是首都金邊。粵語為柬埔寨華人社群通用語言之一，中國大陸政府經常資助補貼柬埔寨中文學校。

### 新加坡
新加坡擁有大多數人口為華人，華語是其官方語言之一，使用簡體中文（但在一些場合也有使用繁體中文）。雖然新加坡華人大多數主要為福建閩南人後裔，新加坡福建話（閩台片閩南話）為歷年華人社群最通用的漢語，但新加坡政府把標準官話設為新加坡的官方語言之一，而非其他漢語。根據新加坡政府的語言政策，在1979年以後，所有新加坡國內製作的非華語電視和廣播節目都停止播放。在1990年代中期，新加坡政府的語言政策放寬，有線電視台可播放漢語方言電視劇，許多祖籍閩南和廣東的華人藉由觀看香港的粵語和臺灣的閩南語影視娛樂節目來接觸自己的籍貫母語。由於香港的粵語電視劇，粵語電影和粵語流行歌影響，粵語有凌駕其他漢語的趨勢。

### 馬來西亞
馬來西亞是中華人民共和國和中華民國外唯一擁有完整從小學到大學的中文教育制度的國家。馬來西亞華人使用多種漢語，並依據籍貫集中在特定的聚居地區。檳城閩南話在檳城、吉蘭丹、巴生和馬六甲的華人社群中使用；粵語主要使用在吉隆坡、關丹、怡保和芙蓉的華人社群中；客家話則分布一些州屬地區。在東馬（婆羅洲），閩南語（泉漳和潮州）、客家話和華語都有華人使用。在詩巫，閩東語福州話占了當地華人社群的主導地位，在沙巴山打根地區，客家話和粵語則被廣泛使用。然而，無論任何籍貫，年輕一代得華人都在中文學校接受華語的教育。此外，大多數馬來西亞華人可以使用馬來語（國語）和英語，並廣泛應用於商業上和大學。大多數馬來西亞華人能使用粵語，因為它是當地中文媒體中普遍使用的語言，儘管很多人無法流利的使用。

### 汶萊
汶萊華人使用了不同種類漢語，其中以閩台片閩南話（福建話）最多，其他使用的漢語有客家話、廣東話和華語。

### 印度尼西亞
印度尼西亞華人幾十年來受到同化政策影響，使大量的華人不太熟諳中文。大多數印度尼西亞華人來自中國南方省分（閩、粵、桂、瓊），印度尼西亞華人主要使用四種漢語：閩台片閩南語、客家話、粵語和華語，此外，也有華人使用潮州話和莆田話，印度尼西亞2010年人口普查報告中顯示，超過280萬印尼公民自我認定為華人，佔印尼全國人口的1.20％。然而，有其他消息來源則指出，印尼全國約有1000萬至1200萬的華人，佔印度尼西亞人口的5-6％。大多數印度尼西亞華人分佈在蘇門答臘島東部海岸地區、爪哇島北部海岸地區和加里曼丹西海岸地區。在北蘇門答臘省、廖內省、廖內群島省和佔碑省的華人主要使用兩種泉漳閩南語的域外變體棉蘭福建話和南馬福建話，滲入了許多印度尼西亞語言的詞彙。使用客家話的華人主要分布在亞齊省、邦加-勿里洞省、雅加達和西加里曼丹省，使用潮汕話的華人主要分布在西加里曼丹省南部地區，特別是吉打邦和坤甸，使用粵語的華人主要分布在大城市如雅加達、棉蘭、巴淡島、泗水和坤甸。隨著來自中國（特別是北方）使用粵語地區（廣東、廣西、香港、澳門）以及臺灣的華人增加，官话和粵語的普及率也有增加。年輕一輩的印度尼西亞華人能流利使用印尼語和英語，甚至是當地的南島語言，如爪哇語或巽他語，而老一輩的華人能流利使用各種漢語。

### 菲律賓
菲律賓華人佔菲律賓全國人口的1.5％，但有另外調查顯示，菲律賓人口中有18-27％至少有一些華人血統，總共為2700萬人。大多數菲律賓華人使用三種語言，分別是漢語、英語和菲律賓語言，菲律濱華人常使用的菲律賓語言為他加洛語及米沙鄢語，伊洛卡諾語和邦板牙語也很常被使用。老一輩的菲律賓華人普遍喜歡使用漢語，受馬可仕總統（1972-1986）獨裁統治期間頒布的中文教育禁令所影響，年輕一代華人則較常使用英語或菲律賓語。最廣泛使用的漢語是閩南語域外變體咱人話，其他漢語如潮州話，廣東話和上海話也有被使用，但數量較少。與東南亞的大部分地區相比，菲律賓的華人社群並不把粵語當作首選的社群通用語言，而是將閩南話（咱人話）當作菲華社區的通用語言。在菲律賓的中文學校，是以華語是作為教學語言，但大多數菲律賓華人不常使用華語，且華語程度無法和中國大陸、臺灣和新加坡等地的華人相比。

## 北美
在北美有許多華人使用漢語，在美國和加拿大，漢語是第三大口語。 粵語為北美華人社群通用的語言，大多數來自中國南方的移民從19世紀中葉到1980年代移民北美。然而，隨著中國大陸的改革開放，非粵語區的華人移民增多，標準漢語越來越普遍。在紐約市，雖然只有10％的華人以官話當作母語，但卻被用來作為的輔助語言，並正在取代粵語作為華人社群的通用語言。 而閩語和吳語則通用在使用閩語和吳語的華人社群內，但無法用來作為華人的共同通用語言，因為和其他方言社群的華人無法溝通。在列治文（加拿大大溫哥華地區的一部分），55％的人口是華人。中文漢字可以在當地的銀行和商店看到。在加拿大最大的城市多倫多，華人佔當地人口的11.4%，萬錦市、列治文山和士嘉堡，華人比例佔了比例高達20-50％。粵語和官話為最常使用的兩種漢語。

## 歐洲
歐洲華人主要以所在國語言和官話為主，吳語、閩語、粵語和客家話也有被使用，在正式場合中人們主要以現代標準漢語溝通。